# امبالات
امبالات (به لاتین: Ambalat) یک منطقهٔ مسکونی در اندونزی است.